# رينالدو أرماس
رينالدو أرماس (بالإسبانية: Reynaldo Armas)‏ هو مغني وملحن فنزويلي، ولد في 4 أغسطس 1953 في غواريكو في فنزويلا.

## وصلات خارجية
- الموقع الرسمي
- رينالدو أرماس على موقع ميوزك برينز (الإنجليزية)
- رينالدو أرماس على موقع أول ميوزيك (الإنجليزية)
- رينالدو أرماس على موقع ديسكوغز (الإنجليزية)